# Georg Heser
Georg Heser (auch Heserius, * 1609 in Weyern oder Wegern bei Passau; † 9. Mai 1686 in München) war ein deutscher Jesuit, Theologe und Gelehrter.

## Leben
Hesers Ausbildung liegt im Dunkeln. 1625 trat er in den Jesuitenorden ein. Er war von 1642 bis 1649 Prediger an der Moritzkirche in Augsburg und später 13 Jahre Prediger am Marienmünster in Ingolstadt. Er lehrte am Jesuitenkolleg Ingolstadt sowie am Jesuitenkolleg München unter anderem Kontroverstheologie und Dialektik. Sein genauer Werdegang ist unbekannt. In den Jahren um 1656 sowie 1676 lebte er in München, wo er 1686 starb.
Er war ein fruchtbarer Schriftsteller, der neben diversen monographischen Schriften 1654 einen kurzen, von 1673 bis 1675 außerdem einen ausführlichen Kommentar zum Buch der Psalmen verfasste.

## Werke (Auswahl)
- LXX palmae s. panegyricus in laudem librorum IV Thomae a Kempis ex hominum piorum elogiis LXX concinnatus, 1631.
- Dioptra Kempensis, qua Thomas a Kempis demonstratur verus auctor librorum de imitatione Christi, 1650.
- Bibliographia Kempensis, 1651.
- Lexicon Germanico-Thomaeum, Haenel, Ingolstadt 1651.
- Vitae D. N. Jesu Christi Monotessaron Evangelicum, Jäckl, München 1657.
- Obeliscus Kempensis, Thomae Malleolo, Canonico Regulari Ordinis S. Augustini, Librorum IV. De Imitatione Christi Auctori, positus : Magnificis summorum virorum Encomiis: Illustribus aliorum factis inscriptus, Jaeckl, München 1669.
- Summa theologiae mysticae Thomae a Kempis, herausgegeben von Eusebius Amort, 1725.